# Hotaru no hikari (singolo)
Hotaru no hikari (ホタルノヒカリ?) è il tredicesimo singolo del gruppo giapponese Ikimono Gakari pubblicato il 15 luglio 2009 da Epic Records Japan.

## Descrizione
Hotaru no hikari  è stato utilizzato come quinta sigla di apertura degli episodi dal 103 al 128 dell'anime Naruto.
Il singolo è arrivato alla quinta posizione della classifica Oricon dei singoli più venduti in Giappone, vendendo 47,964 copie.

## Tracce
CD singolo ESCL-3253
1. Hotaru no Hikari (ホタルノヒカリ?)
2. Omoide no Sukima (おもいでのすきま?)
3. Hotaru no Hikari (ホタルノヒカリ?) (Instrumental)

## Classifiche
| Classifica (2009) | Posizione massima |
| ----------------- | ----------------- |
| Giappone (Oricon) | 5                 |